# Adriano Furtado
Adriano Marcos Furtado (1976 ou 1977, Curitiba) é um servidor público conhecido por ter sido diretor-geral da Polícia Rodoviária Federal (PRF) entre 2019 a 2020, quando foi exonerado por lançar uma nota de pesar lamentando a morte de um agente da corporação por COVID-19.

## Vida pessoal
Seu irmão morreu em um acidente de trânsito em 2015.

## Formação
É graduado em direito pela UniBrasil, possui bacharelado em administração de empresas pela Fundação de Estudos Sociais do Paraná e se especializou em trânsito pela Pontifícia Universidade Católica do Paraná.

## Carreira

### Polícia Rodoviária Federal
Ingressou na PRF em 1994. Entre outros cargos, foi chefe da Delegacia Metropolitana de Curitiba da PRF em Colombo, chefe do Núcleo de Apoio Técnico e chefe da Seção de Recursos Humanos. Chefiou a superintendência da PRF no Paraná desde 2016.

### Diretoria-Geral da Polícia Rodoviária Federal
Foi nomeado como diretor-geral da PRF em dezembro de 2018 pelo Ministro da Justiça e Segurança Pública Sergio Moro. Furtado foi efetivado em 5 de fevereiro de 2019. Quando assumiu, disse que seu foco seria em aprimorar a tecnologia na corporação e realizar trabalhos de inteligência com as outras forças policiais. Também admitiu que havia um défcit de ao menos 3 mil agentes na corporação. Na época, havia 10 mil agentes na PRF.
Em 2020, a PRF mudou o número de mortos durante o Natal do ano passado. Originalmente, a PRF divulgou pela EBC que 50 pessoas haviam morrido. Porém, o número foi corrigido para 113 pessoas, mais do que o dobro, e depois o número caiu para 97. A PRF também omitiu os números sobre multas por excesso de velocidade em rodovias federais.
Aggio também era bolsonarista. Ele defendeu a existência da indústria da multa e o aumento de pontos na CNH e apareceu em lives do presidente Jair Bolsonaro onde foi defendido a flexibilização do posse de arma e a defesa das CACs. Em sua gestão, em 2019 houve 500 mortes e 5.000 vítimas nas estradas brasileiras, um aumento de 15% se comparado aos anos anteriores. Bolsonaro ordenou a retirada de radares fixos e radares portáteis utilizados pelos policiais para flagrar infratores, medidas feitas para combater a indústria da multa. As medidas foram revertidas pela Justiça Federal em questão de meses, mas a PRF continuou emitindo poucas multas.
Em 21 de maio de 2020, Furtado escreveu uma nota de pesar pela morte de Marco Roberto Tokumori, um agente da PRF, por COVID-19. O presidente Jair Bolsonaro ligou para Furtado e o repreendeu, pedindo que o motivo da morte fosse divulgada como uma comorbidade de saúde para evitar o pânico durante a pandemia. É raro que um presidente ligue para o diretor-geral da PRF, e o evento repercutiu entre os agentes de todo o país. No dia seguinte, Furtado foi exonerado do cargo pelo Ministro da Casa Civil Walter Braga Netto. Foi substituido por Eduardo Aggio de Sá. Na época, vários quadros de comando do Ministério da Justiça e Segurança Pública estavam sendo mudados após o pedido de exoneração de Sergio Moro por acusar Bolsonaro a interferir na Polícia Federal (PF). Após sua exoneração, foi indicado a um cargo remunerado no conselho de administração na Pré-Sal Petróleo.

### Detran
Em 2 de maio de 2022, Furtado foi nomeado pelo governador Carlos Massa Ratinho Junior como diretor-geral do Departamento de Trânsito do Paraná (Detran-PR), substituindo Wagner Mesquita de Oliveira.